# 杨半伴
杨半伴（1989年4月26日—），中国女子篮球运动员。她代表中国参加了2010年FIBA世界女子篮球锦标赛。
杨半伴的父亲是足球运动员杨玉敏，母亲是篮球运动员、教练王桂芝。